# القضايا البيئية في مصر
تشمل القضايا البيئية في مصر على ندرة المياه وتلوث الهواء والأضرار التي لحقت بالمناطق التاريخية ومسائل رعاية الحيوانات المهددة بالانقراض.

## التلوث

### تلوث الهواء

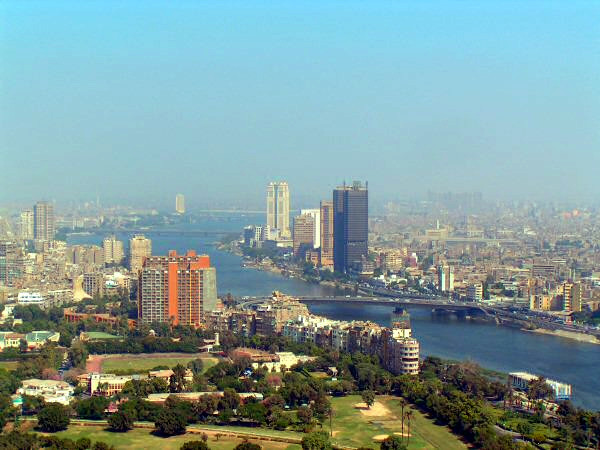
تلوث الهواء في القاهرة.

تلوث الهواء في القاهرة هو أمر مثير للقلق الشديد حيث أن جودة الهواء في وسط القاهرة هي أقل من 10 إلى 100 مرة من المعايير العالمية المقبولة. وتعاني القاهرة من ضعف شديد بسبب قلة الأمطار وسوء تخطيطها للمباني الشاهقة والشوارع الضيقة مما يخلق تأثيرًا على الصحة العامة بسبب التهوية السيئة وحبس الملوثات. مشكلة تلوث الهواء الرئيسية في مصر هي في الجسيمات الثقيلة الضارة. من أبرز مصادر الغبار والجسيمات الصغيرة ووسائل النقل والمصانع وحرق النفايات في الهواء الطلق.بالإضافة إلى مصدر مهم آخر الرياح المحملة بالتربة والغبار القادمة من المناطق القاحلة في جميع أنحاء مصر (على سبيل المثال الصحراء الغربية).
الهواء في مصر سميك جداً ذو لون رمادي وهناك ضباب على القاهرة. وعلاوة على ذلك هناك أشكال أخرى من تلوث الهواء في أول أكسيد الكربون في الشوارع بسبب الكمية الزائدة من عوادم السيارات وملوثات المصانع. السماء رمادية وليست زرقاء وهي تشبه إلى حد كبير السماء الرمادية في مكسيكو سيتي ولندن وبكين بسبب الملوثات بالطبع مما تسبب الكثير من أمراض الجهاز التنفسي حيث أن وكالة حماية البيئة الأمريكية قد نشرت بيانات المخاطر التي تنص على ما ذكر أعلاه أن الحد الآمن من خطر الإصابة بأمراض الجهاز التنفسي الخطيرة والسرطان الناتج عن استنشاق الجسيمات في الهواء (الغبار والسخام والهيدروكربونات ومركبات المعادن الثقيلة) هو: 2 شخص لكل 1000.

### التلوث الضوضائي
من أبواق السيارات الصاخبة إلى حفلات الزفاف بلغ ارتفاع التلوث الضوئي في مدينة القاهرة على مدار الساعة مستويات مثيرة للقلق مما أدى إلى مشاكل صحية.حيث أن السكان المقيمين في وسط المدينة يتعرضوا إلى مستويات ضوضاء إلى 90 ديسيبل في المتوسط ولا يتراجع أبداً عن 70 ديسيبل ويشبه قضاء يوم كامل داخل أحد المصانع وفقاً لدراسة أجراها المركز القومي للبحوث في مصر عام 2007 عن القاهرة أن مستويات الضجيج في الشوارع المختلفة في أوقات مختلفة من اليوم هي أكثر من الحدود التي وضعتها وكالة حماية البيئة ويمكن أن يساهم تلوث الضوضاء في العديد من المشاكل الصحية.

## الآثار

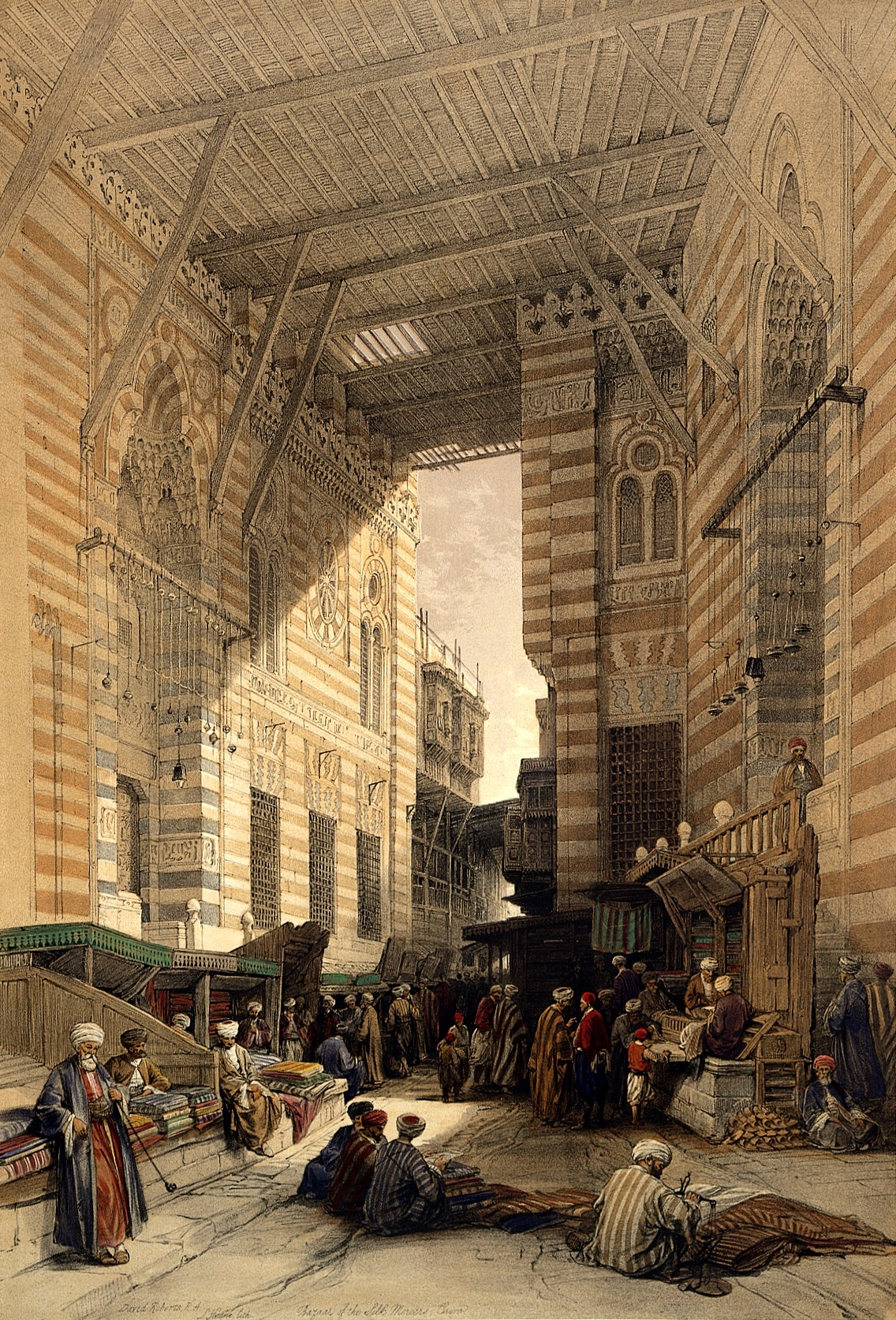
مسجد السلطان الغوري عام 1848 بواسطة ديفيد روبرتس.

تلوث الهواء والماء في القاهرة له تأثير مدمر على العديد من المعالم الأثرية في المدينة. فجامع السلطان الغوري، على سبيل المثال هو واحد من العديد من المباني في وسط المدينة التي تغطيها قشرة رمادية وسوداء من تلوث الهواء. وجامع السلطان الغوري هو ممثل لقضايا تحلل المباني التاريخية في القاهرة لأنه موقع مهم من عصر المماليك ويحتوى على ضريح جنائزي ومسجد ولأن القشرة التي تظهر عليه تمت دراستها بالتفصيل. وتشمل المواقع الأخرى التي تم فحصها بالتفصيل في منطقة القاهرة الكبرى مثل الأهرام في الجيزة وباب زويلة وجامع الأزهر وقلعة صلاح الدين الأيوبى.
تظهر القشرة السوداء على الأجزاء العليا من الجدران الخارجية للآثار وغيرها من الأماكن ذات الأهمية الثقافية والتاريخية نتيجة لاحتراق الغازات الكربونية في بيئة من الرطوبة المرتفعة. بالإضافة إلى ذلك تظهر القشور البيضاء على الأقسام السفلية من هذه الجدران. تتكوّن القشور البيضاء بواسطة ترسبات الهالايت أو الملح الصخري بسبب زيادة ملوحة التربة. وترتفع المياه الجوفية المحملة بالملح في دلتا النيل حيث تقع القاهرة وتترسب الأملاح في الأحجار الأساسية من الآثار التي ترتفع عن سطح الأرض في المباني الأثرية. يتزايد منسوب المياه الجوفية في جميع أنحاء مصر لأسباب متنوعة. وتشمل هذه تسرب مياه الصرف الصحي والتسلل أو المصنع أو الجريان السطحي الزراعي وعدم كفاية ضخ المياه الجوفية.
المباني المصنوعة من الحجر الجيري مثل جامع السلطان الغوري عرضة للتآكل بسبب التلوث لأن القشرة التي تشكل مشكلة في سلامة الحجر وتتساقط مما ينتج إزالة السطح الخارجي للمبنى بها. العديد من المواقع من العصر الإسلامي في وقت مبكر تتعطل بسبب ترسب الملح مع تلوث الهواء وارتفاع منسوب المياه الجوفية فضلا عن غيرها من الظواهر المدمرة والجهد الرئيسى لإنقاذ هذه المواقع الأثرية غير ممكن حاليا بسبب المناخ السياسي والاقتصادي لمصر. تؤدي البيئات المالحة والرطبة أيضًا إلى نمو الميكروبات وبدون التنظيف المنتظم سوف تستمر المباني التاريخية المصنوعة من الحجر الجيري بسبب ارتفاع مساميته في التاكل نتيجة للاستعمار البيولوجي.

## ارتفاع منسوب ماء البحر

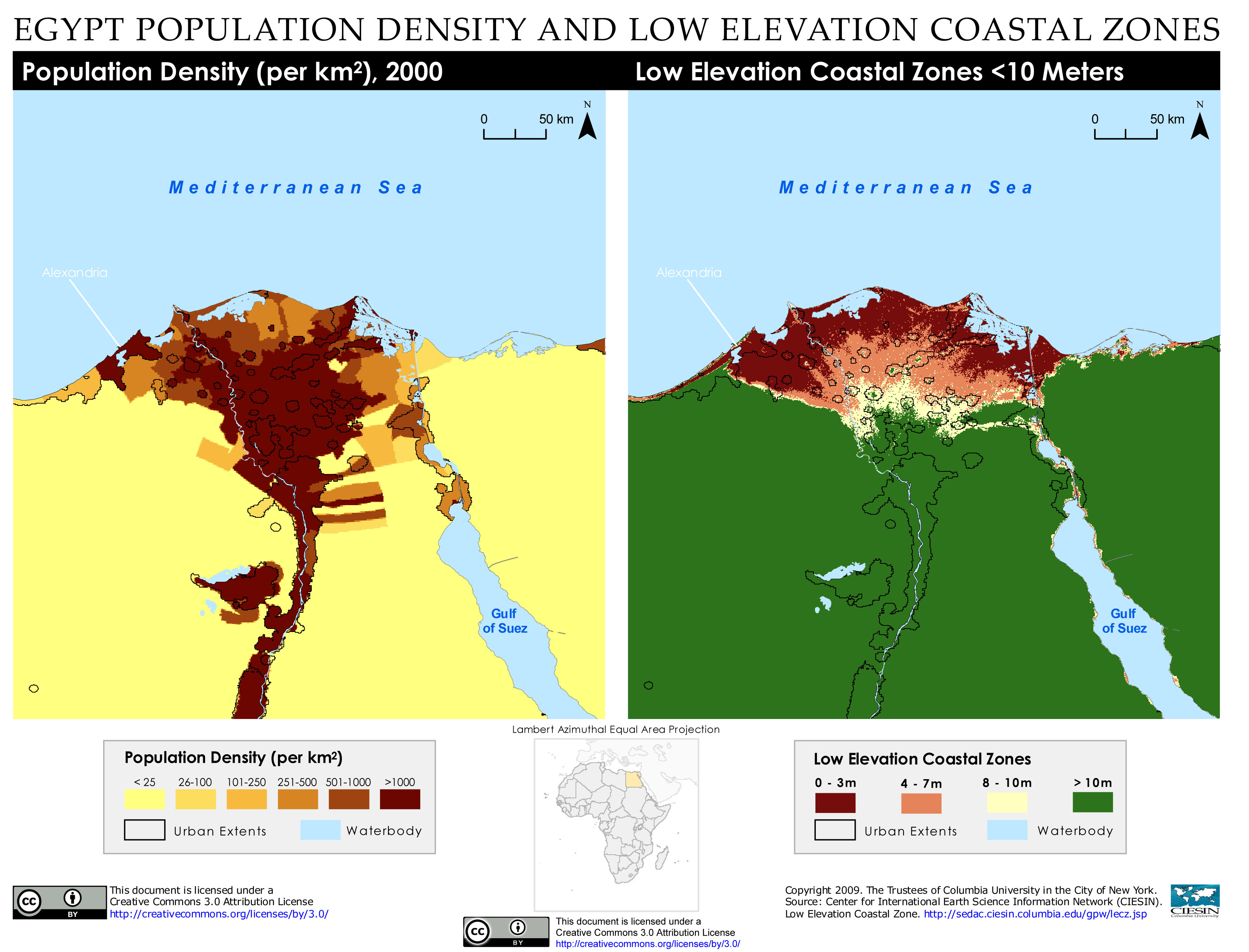

ارتفاع مستويات مياه البحار هي مشكلة بيئية أخرى يواجهها المكلفون بحماية المواقع الأثرية في مصر. على سبيل المثال تقع مدينة رشيد التي عثر بالقرب منها على حجر رشيد على ساحل البحر المتوسط وستكون تحت الماء في غضون عقود ما لم يتم التعامل مع تغير المناخ على نطاق عالمي. يعتبر موقع أبو مينا وهو موقع مسيحي قديم تم تصنيفه كموقع للتراث العالمي لليونسكو عام 1979والان أصبح في خطر التدمير الوشيك.

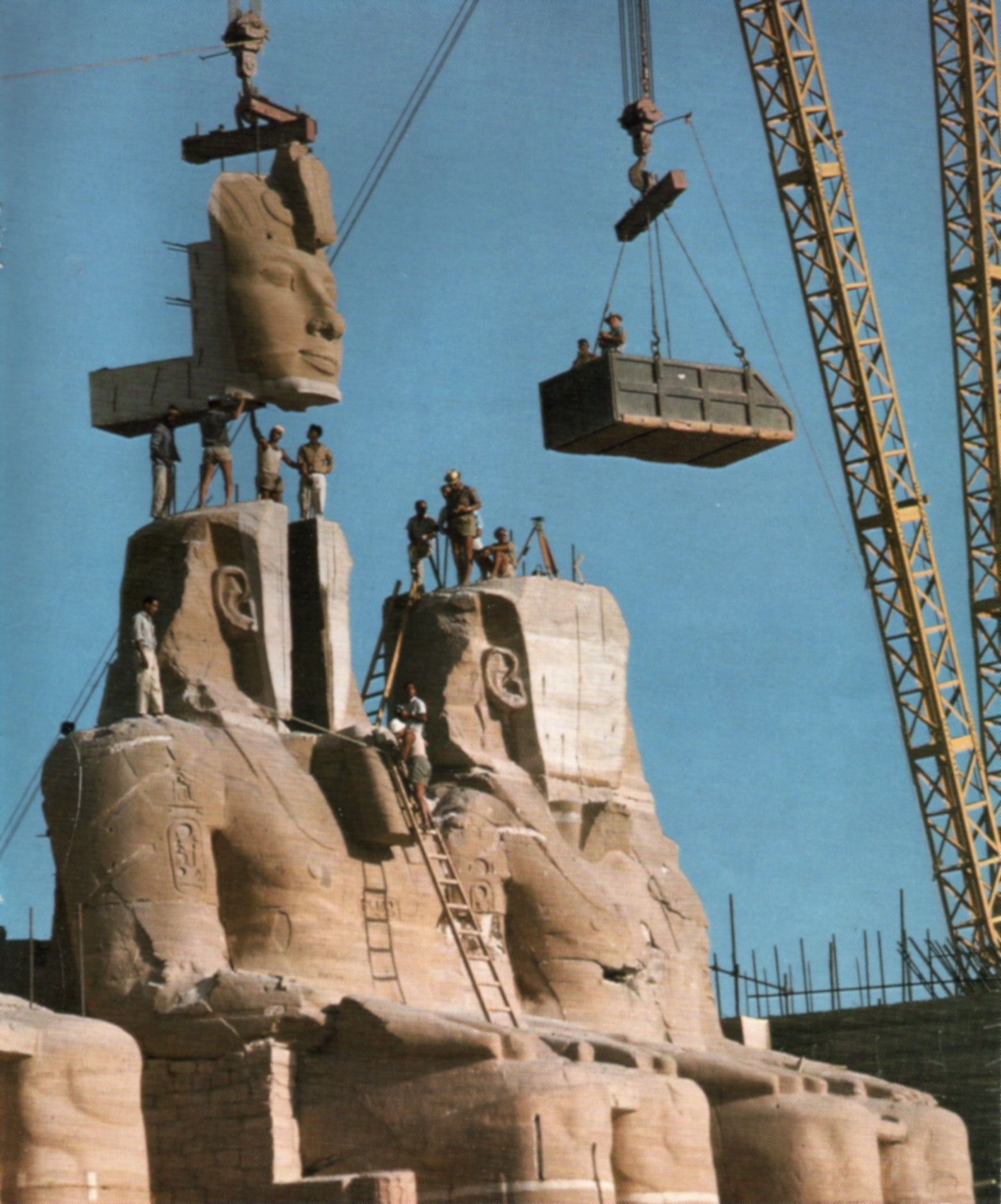
معابد أبو سمبل في عملية إعادة البناء، 1967.

واجهت مصر قضايا مماثلة في الماضي مع السد العالى على نهر النيل في أسوان. كان إنشاء بحيرة ناصر للسيطرة على تدفق النيل عبر مصر السفلى وتوليد الطاقة الكهرومائية يعني غمر مواقع مثل معابد أبو سمبل. أبو سمبل يوجد فيها معابد لرمسيس الثاني بني من الحجر الرملي ويضم اثنين من المعابد للمعبودات المصرية القديمة. أجريت الحفريات الأثرية في حالات الطوارئ والمشاريع لاسترداد أكبر قدر ممكن من هذه المواقع التي تم الحفاظ عليها بشكل جيد للغاية من قبل المناخ الجاف. تم تقسيم معابد أبو سمبل إلى قطع ونقلها إلى جرف فوق مستوى الماء الجديد للنيل فوق السد. وتقف الآن على ارتفاع 60 متراً فوق المكان الذي كانت عليه في الأصل على منحدر يطل على بحيرة ناصر.
هناك نصب آخر مشهور تم نقله أثناء مهمة الإنقاذ كان مجمع المعبد في فيلة وهو موقع يوناني روماني كان في الأصل معبدًا للإلهة المصرية القديمة إيزيس ويقع الآن في جزيرة أجيلكا. أعطيت بعض المعالم الأثرية للمتاحف الأجنبية لمساعدتها في الحفاظ على المواقع التي غمرتها بحيرة ناصر. أربعة من هذه المعالم هي معبد ديبود الذي يقع الآن في باركي ديل أويست في مدريد في إسبانيا ومعبد إليسيا الذي يقع الآن في إيطاليا ومعبد تفاح الذي يوجد الآن في متحف ريجكسميوزيام أودهيدن في ليدن بهولندا ومعبد دندور الذي يتم عرضه في متحف متروبوليتان للفنون في نيويورك.

### السياحة

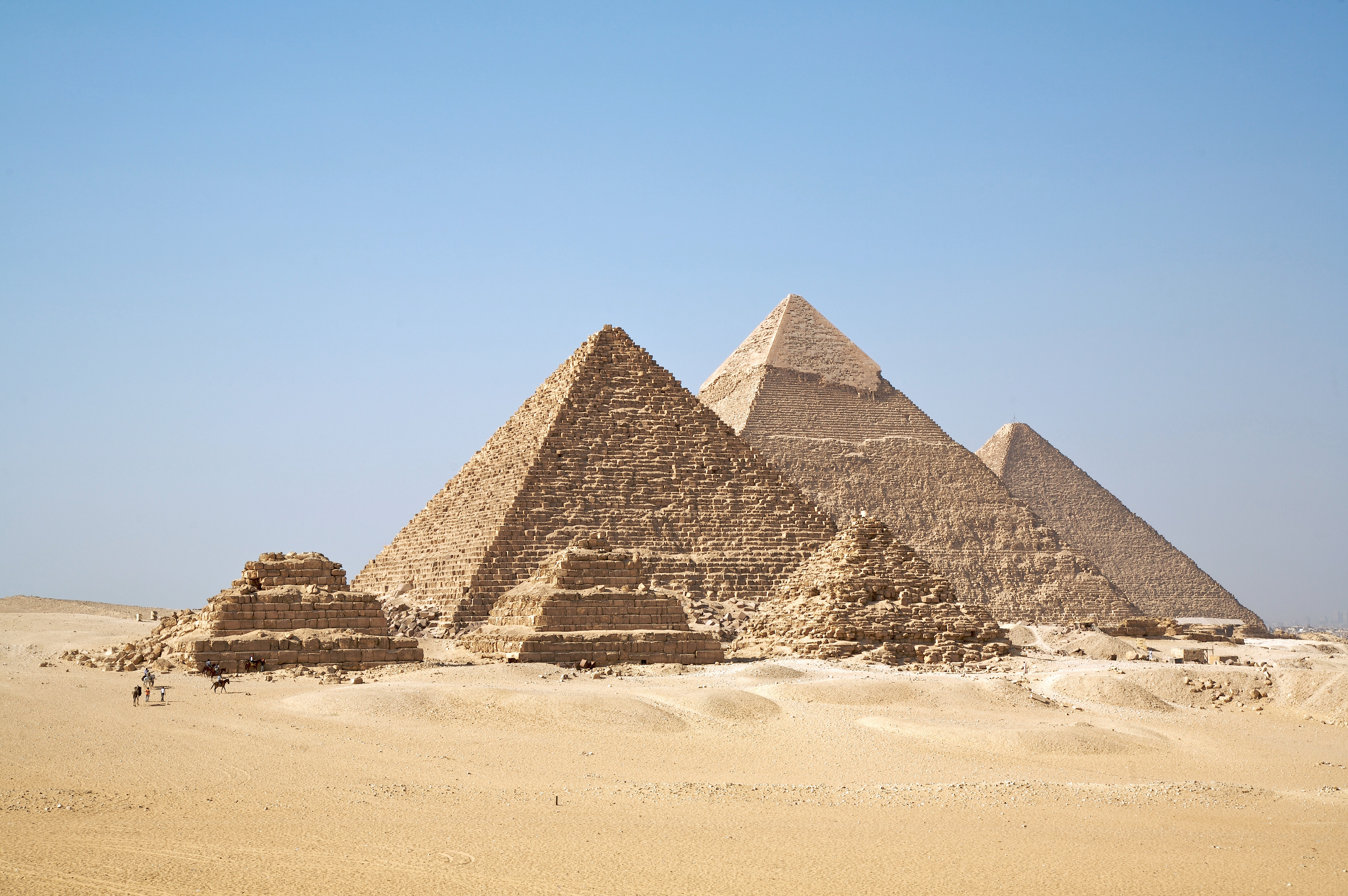
أهرامات الجيزة.

واحدة من أكبر الضغوط البيئية على أبو سمبل هي السياحة والقضايا المرتبطة بها. وقد أدت المناظر الطبيعية التي أجريت من أجل جعل الموقع يبدو أكثر إلى تضرر وجه الصخور الرملية الصخرية الحساسة. جلبت المناظر الطبيعية الرمال التي عملت مع الرياح إلى تآكل وجه نفرتاري على المعبد تقريبا وهي واحدة من زوجات رمسيس الثاني. في محاولة لحل هذه المشكلة تم زرع العشب حول قاعدة المعابد. وسقي العشب أيضا أضر بالموقع عن طريق رفع مستويات الرطوبة في الحجر الرملي. غالبًا ما يكون الناس مهملين في المواقع الأثرية وينتشرون فوق اللوحات الجدارية القديمة ويتسلقون إلى أجزاء من الآثار لالتقاط الصور الفوتوغرافية.
تسبب السائحون في إلحاق أضرار بمواقع أخرى في مصر مثل الهرم الأكبر خوفو والأهرامات الجيرية في الجيزة عرضة للتغيرات في الرطوبة والملوحة. تخضع الأهرامات باستمرار لإصلاحات لتنظيف الملح من الجدران في محاولة لمنع حدوث المزيد من الضرر. تم تركيب أنظمة التهوية داخل الهرم الأكبر وفي البنى الأخرى على هضبة الجيزة من أجل تقليل تأثير تنفس السياح.
مشكلة أخرى تجلبها السياحة هي الكتابة على الجدران تركت الكتابة على الجدران في غرف الأهرام منذ أن تم بناؤها منذ أكثر من 4000 عام عندما ترك عمال بناء الأهرامات بصماتهم على الجدران. ومع ذلك فإن الرسوم الجدارية الأخيرة في مقبرة الجيزة قد أضرت بالمواقع. يجب غالبًا إغلاق المعالم الأثرية وتجديدها لإزالة العلامات التي قام بها الزوار العصريون. في عام 2013 قام سائح صيني بنقل اسمه إلى جدار معبد الأقصر في جنوب مصر مما تسبب في غضب واسع النطاق وأشعل نقاشًا دوليًا حول السياح والكتابات بشكل عام.

### التوسع العمراني

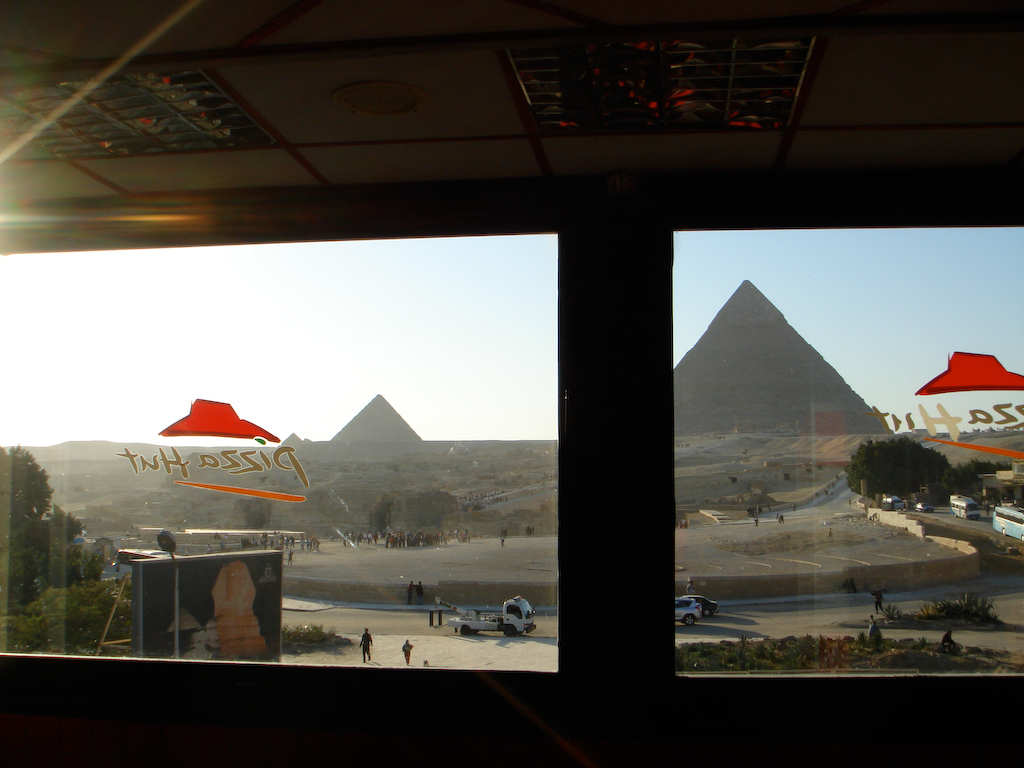
مشهد لأهرامات الجيزة من مطعم بيتزا هت القريب منها عام 2006.

ساهمت السياحة بالإضافة إلى التوسع العمراني في تدهور المواقع خاصة في منطقة القاهرة الكبرى. كان الطريق الدائري المنصوص عليه في المخطط الرئيسي للقاهرة الكبرى الذي صدر في عام 1984 أكبر تهديد تنموي للآثار على هضبة الجيزة في ربع القرن الماضي. كان الهدف من الطريق هو تخفيف الضغط المروري على مدينة القاهرة. تم اكتشاف أنه يتم قطع العديد من المناطق المحمية على الهضبة وهو موقع الأهرام وأبو الهول وغيرها من المعالم الأقل شهرة.
احتجاجًا على المسار الجنوبي المخطط للطريق الدائري والذي سيشمل منطقة الأهرامات قامت اليونسكو بإزالة الأهرامات من قائمة التراث العالمي للضغط على الحكومة المصرية لتغيير خطط الطريق. أجبر الضغط وخسارة التمويل الناتج عن هذه العقوبة الحكومة على إعادة التفكير في مسار الطريق السريع واستعادت الأهرامات مكانتها كموقع للتراث العالمي.
كانت مدينة القاهرة تتعدى على هضبة الجيزة لعقود من الزمان. حيث زاد السكان كثيراً لدرجة أن هناك الآن شقق على بعد بضع مئات من الياردات من الأهرامات. أصبح تطوير الضواحي وملاعب الغولف وسلاسل الوجبات السريعة الآن أقرب إلى أبو الهول والأهرام أكثر مما هو قانوني حسب المتحدث باسم اليونسكو سعيد ذو الفقار. «لا يمكنك أن تقسم هذا الموقع كما لو كانت شريحة من اللحم» قال سعيد أيضا «سوف يفقد الموقع الأثرى تفرده... إنه في انتهاك تام لاتفاقية التراث العالمي في مصر التي وقعت وهو ينتهك القانون المصري».

## الكثافة السكانية
مصر هي البلد الأكثر كثافة سكانية في منطقة الشرق الأوسط وشمال أفريقيا مع أكثر من 100 مليون نسمة. وبما أن غالبية الجغرافيا المصرية تتكون من صحراء شاسعة فإن 43.1٪ من المواطنين يعيشون في المناطق الحضرية على طول النيل أو البحر الأبيض المتوسط، مثل القاهرة أو الإسكندرية أو أسوان.
القاهرة ليست فقط أكبر مدينة في العالم العربي حيث يبلغ عدد سكانها 12.3 مليون نسمة ولكنها أيضًا واحدة من أكثر المدن كثافةً سكانية. وذُكر أن محافظة القاهرة لديها كثافة سكانية حضرية تبلغ 45,000 لكل كيلومتر مربع (117,000 لكل متر مربع) في عام 2012 هذا يعتبر 1.5 مرة كثافة مانهاتن. وجاء في تقرير من جامعة الإمارات العربية المتحدة أن «هذا النمط من النمو الحضري له وجهان متناقضان. فمن ناحية تعمل المدن الضخمة كمحركات للنمو الاقتصادي والاجتماعي ولكن من ناحية أخرى فإن معظم هذا يصاحب ذلك أيضًا تقليل الفقر وتدهور البيئة على حد سواء». ركزت الكثير من سياسة الحكومة على الكثافة السكانية باعتبارها المساهم الرئيسي في العديد من التحديات الاجتماعية والاقتصادية والبيئية مثل الضوضاء وتلوث الهواء وحركة المرور الكثيفة ومحدودية المساكن وضعف الصحة العامة.
يبذل المسؤولون الحكوميون في القاهرة جهوداً لتحقيق اللامركزية في ترتيبات المعيشة والعمل منذ عام 1970 كوسيلة لتحسين نوعية الحياة. وبدلاً من التركيز على تحسين البنية التحتية داخل المدينة فإن العديد من الحلول المقترحة تشمل نقل السكان إلى مناطق حضرية حديثة الإنشاء في الصحراء. يعمل هذا المقترح على حل العديد من القضايا الخاصة مثل البناء على الأراضى الزراعية ومحدودية الوصول إلى المياه. وأكد الرئيس السابق مبارك على ضرورة التوسع الصحراوي في خطاب ألقاه أمام البرلمان في عام 2006 قائلاً: "إن مغادرة وادي النيل الضيق إلى الصحراء بطريقة مخططة ومنظّمة في جميع أنحاء البلاد أصبح ضرورة لا مفرّ منها. من هذه الحقائق لم يعد غزو الصحراء شعارًا أو حلمًا بل هو ضرورة تمليها الزيادة السكانية المتصاعدة فالمطلوب ليس نزوحًا رمزيًا في الصحراء بل إعادة النظر في توزيع السكان في جميع أنحاء البلاد.
اقترح مخططو المدن بناء المدن الكبرى التي بنيت من الألف إلى الياء لنشر السكان خارج القاهرة. مثل القاهرة الجديدة ومدينة السادس من أكتوبر وهي تقسيمات جديدة تم بناؤها لاحتواء الملايين بحلول عام 2020 ولها المقر الرئيسي الذي يوجد حاليًا في القاهرة. لا تزال هذه المدن المخططة قيد الإنشاء ولكنها بالفعل موطن لمناطق صناعية كبيرة والعديد من الجامعات. في الآونة الأخيرة اقترحت الحكومة المصرية بناء عاصمة جديدة بالكامل. ومع ذلك تشير التقارير إلى أن هذه الأساليب قد حققت نجاحًا محدودًا وأن اتباع نهج مختلف أمر ضروري من أجل تخفيف تأثير العديد من المشكلات الحضرية.

### حركة المرور

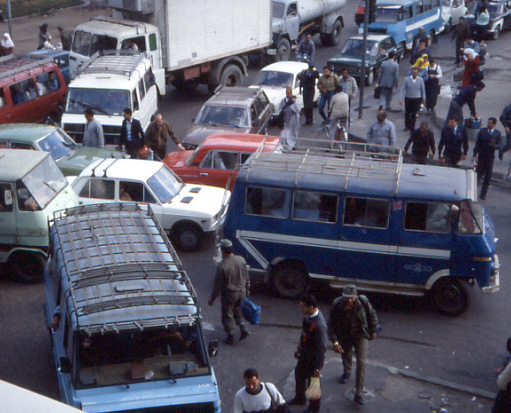
حركة بطيئة وفوضوية في القاهرة.

المنطقة الحضرية الكبرى في القاهرة تشتهر بمستوياتها المرتفعة من الازدحام المروري. أعلن البنك الدولي عن 1,000 وفاة سنوياً على الأقل نتيجة للحوادث المرورية نصفهم من المشاة. في حين أصيب 4,000 شخص إضافي من حوادث السيارات في منطقة القاهرى الكبرى. المناطق الحضرية الأخرى مثل مدينة نيويورك تشير إلى أقل من 300 حالة وفاة سنوياً بسبب حوادث السيارات. وقد نمت حركة المرور لتلحق الضرر ليس فقط بالسلامة العامة ولكن أيضًا بالنمو الاقتصادي. مع متوسط سرعة حركة المرور أقل من 10 كيلومترات في الساعة ومتوسط زمن الرحلة في 37 دقيقة نما الازدحام ليحد من إنتاجية المدينة وكفاءتها. وقد كان لذلك آثار اقتصادية كبيرة حيث كلف البلاد مليارات الدولارات سنوياً أي ما يعادل 4٪ تقريباً من إجمالي الناتج المحلي في مصر نتيجة لساعات العمل الضائعة والوقود المهدر والتأثيرات البيئية لتلك الانبعاثات الإضافية.
ارتفاع عدد السيارات على الطريق هو نتيجة لعوامل كثيرة مثل الدعم الحكومي للوقود وخيارات النقل العام المحدودة وفرص الائتمان المحسنة من البنوك. في عام 2012 أفاد الجهاز المركزي للتعبئة العامة والإحصاء عن 2.07 مليون مركبة مرخصة في القاهرة. زادت محاولات الحد من الازدحام المروري في السنوات القليلة الماضية. يعتقد العديد من موظفي الحكومة وخبراء التخطيط الحضري في تطوير أنظمة نقل عام أكثر كفاءة كوسيلة للتخفيف من آثار السيارات الخاصة. يوجد في مترو القاهرة حاليا ثلاثة خطوط فقط للمدينة التي يبلغ عدد سكانها 7 ملايين نسمة. يزعم كريستيان باوريديل الأستاذ بالجامعة الأمريكية في القاهرة أن إضافة 10 إلى 15 خط مترو جديد و 200 ممر حافلات جديد لديه القدرة على تقليل حركة المرور بنسبة 40٪. من المقرر بناء خط رابع بحلول عام 2019 ولكن لم يبدأ العمل بعد. وكان الحل المقترح الآخر هو إنشاء أنفاق للمشاة تحت المدينة لضمان سلامة المواطن أثناء عبور الطرق.

### مدينة العاصمة الجديدة
في 13 مارس 2015 أعلن وزير الإسكان مصطفى مدبولي عن خطط مصر لمشروع بتكلفة 45 مليار دولار لبناء عاصمة جديدة إلى الشرق من القاهرة. ويقدر أن المدينة الجديدة التي لم يكشف عن اسمها حتى الآن تستغرق ما بين خمس وسبع سنوات فقط لاستكمالها وتضم ما يصل إلى سبعة ملايين شخص. وذكر مدبولي أن هدف المشروع هو خفض كبير في الازدحام والسكان في القاهرة والذي من المتوقع أن يتضاعف خلال السنوات الأربعين المقبلة. يصف الموقع الإلكتروني الجديد للمدينة التنمية بأنها "مسعى جبار لبناء روح وطنية وتوفير النمو المستدام على المدى الطويل ومعالجة مختلف القضايا التي تواجهها مصر من خلال مدينة جديدة والتي سوف تخلق المزيد من الأماكن للعيش والعمل والزيارة.
وقد حظيت الخطط بشكوكية كونها طموحة إلى حد ما حيث تميزت بمباني إدارية وحكومية جديدة ومطار دولي ومنتزه للتكنولوجيا والابتكار ومزارع للطاقة الشمسية وثمانية عشر مستشفى وآلاف المدارس والجامعات. وكان الوضع أكثر تعقيدا عندما ألغى الرئيس عبد الفتاح السيسي المشروع بعد شهر من كشفه بسبب نقص التمويل الحكومي. ومع ذلك ذكر مدبولي أن المشروع سيستمر بتمويل من القطاع الخاص.

### المساحات الخضراء
في يوم عيد الحب في القاهرة يتزايد عدد المحتفلين به باستمرار تضاءلت المساحات الخضراء التي تعزز جودة المعيشة المدينة. حيث أن المستويات المرتفعة لحركة المرور مقترنة بالتلوث الشديد للهواء والصوت تضع عائقاً كبيراً أمام نوعية المعيشة في القاهرة. وعدم وجود المساحات الخضراء في المناطق الحضرية هي واحدة من هذه العوامل. يوجد في القاهرة حاليا حوالي 1.65 متر مربع من المساحة الخضراء للفرد الواحد. هذا منخفض نظرًا لأن منظمة الصحة العالمية تقترح مساحة لا تقل عن تسعة أمتار مربعة للشخص الواحد مع أن الحجم الأمثل يتراوح بين عشرة إلى خمسة عشر مترًا مربعًا. وقد تم الإبلاغ عن وجود هذه المساحات للحد من تلوث الهواء في حين تحفيز التمارين البدنية وإنتاج الأغذية الطازجة وتحسين الصحة العقلية.
تعد المساحات الخضراء القليلة في القاهرة مثيرة للدهشة عند النظر إلى تاريخ المدينة من الحدائق والمناظر الطبيعية. تأسست العاصمة حول البساتين ومنذ ذلك الحين كانت مليئة بالعديد من أنواع المساحات الخضراء المفتوحة. ومع ذلك، فإن هذه المساحات المفتوحة مع المتنزهات والحدائق توفر مواقع مثالية للتطوير ومنذ ذلك الحين تعتبر أهدافًا جذابة للعقارات المربحة.
اليوم ازدادت الكمية القليلة من المتنزهات في القاهرة سوءًا بسبب الزيادات السريعة في النمو ونقص التخطيط الحضري. وحيث توجد المساحات الخضراء، فهي موزعة بشكل سيئ ولا يتم الاحتفاظ بها بشكل كافٍ. في حين يأمل بعض السكان أن إنشاء وتطوير المدن الجديدة سيحسن الظروف في القاهرة والبعض الآخر ليس متفائلاً ويتوقع المزيد من الإهمال للمساحات الخضراء في المستقبل.

## السلطة التشريعية على الأرض والماء

### وزارة الدولة المصرية لشئون البيئة
وزارة الدولة المصرية لشئون البيئة هي أعلى سلطة في مصر لتعزيز وحماية البيئة. كما أنه دور ثانوي لوزارات أكبر في مصر مثل وزارة البترول والصناعة والمالية. في عام 1997 تم تعيين أول وزير دولة متفرغ لشؤون البيئة في مصر للتعامل مع السياسات البيئية للتنمية المستدامة.
وزارة الدولة لشئون البيئة وذراعها التنفيذية وكالة الشؤون البيئية المصرية تعتبر إدارة الموارد الطبيعية لجميع السياسات والمشاريع الوطنية في مصر. الهدف الرئيسي هو الحفاظ على الموارد الطبيعية والتنوع البيولوجي والتراث الوطني فيما يتعلق بالتنمية المستدامة. وقع علماء وكالة حماية البيئة اتفاقية مع نظرائهم في مصر لحماية الاستهلاك البشري من التلوث الميكروبيولوجي في مياه الشرب.
عدم المساواة في المناطق الريفية قضية في التنمية الزراعية في مصر حيث كانت سياسات الحكومة المركزية وثروتها قضية سياسية أساسية تتعلق بالعلاقة بين سكان الريف والدولة. تناقش مشاكل التنمية الدولية على غرار سد النهضة الإثيوبي على الإدارة السليمة للموارد. يشير تيموثي ميتشل العالم السياسي في العالم العربي إلى أن الحل قد يكون «إضفاء اللامركزية على الدولة والسماح لبعض القوى في مصر بإعادة تشكيلها». وبهذه الطريقة يمكن لمصر مواجهة الفوارق الزراعية القائمة على إدارة موارد مياه النيل وهو مصدر زراعي مشترك لمعظم البلدان التسعة التي تعتمد على مواردها الطبيعية.

### قضية سد النهضة الإثيوبي

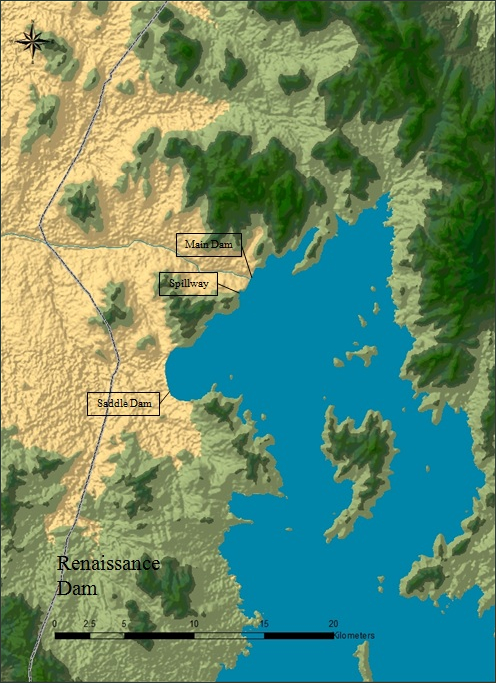
موقع سد النهضة.

ندد القوميون المصريون بمشروع إثيوبيا الجديد سد النهضة الإثيوبي الكبير. سيكون سد النهضة العظيم أكبر منشأة كهرومائية في إفريقيا. سوف يؤثر بناء السد على العلاقات السياسية بين مصر والسودان مع إثيوبيا. في عام 1959 أبرمت مصر والسودان اتفاقاً يسمح لمصر بحيازة 70٪ من مياه النيل بينما كان للسودان 30٪. في عام 2013 تجمع المحتجون أمام السفارة الإثيوبية في القاهرة حيث سمحت إدارة مرسي للمضي قدما في المشروع. حاولت الإدارات المصرية إيجاد حلول عسكرية لوقف المشروع لكن الحكومة المصرية في ذلك الوقت لم تتابع.
تقوم شركة ساليني الإيطالية (ساليني إمبريلو) ببناء سد النهضة بعد توقيع عقد مع الحكومة الإثيوبية في ديسمبر 2010 بقيمة 4.65 مليار دولار يتم استكمالها في ست سنوات. قام وزير الموارد المائية والري المصري بزيارة إيطاليا لشرح الأمن المائي للبلاد. تستمر مصر في التأثير الدولي لحماية حصتها من مياه النيل وكذلك الاتصال بالجهات المانحة الدولية والبنك الدولي وبنك التنمية الأفريقي لعدم تقديم الدعم الفني لبناء السد من أجل وقف أي ضرر لمصر. أعلن رئيس الوزراء الإثيوبي هايليماريام ديسالين أن إثيوبيا لن تتراجع عن بناء سد النهضة. لم يكن هناك اتفاق واضح بين وزراء المياه في مصر والسودان وإثيوبيا. خططت مصر لإرسال خبراء أجانب لمتابعة كيفية تنفيذ تقارير الخبراء نيابة عن بناء السد أولاً. إن تأثير مصر على اقتراح إيقاف السد يمر بمرحلة انتقالية صعبة.
في 13 أبريل 2014 واجه فريق الخبراء الوطني الإثيوبي جدلًا مع شبكة الأنهار الدولية. انتقدت منظمة مناهضة للسدود تأسست عام 1985 بناء سد النهضة واتهمت المنظمة البيئية في الولايات المتحدة بأنها "تتقاضى أجوراً من مصر للضغط على سد النهضة. تتسبب القضية الرئيسية في الجدل الدائر حول ما إذا كانت مصر ستتضرر من حيث مواردها المائية وسكانها، وتسعى المنظمة لمنع المساعدات الدولية لمشروع إثيوبيا. لن يؤثر إنشاء سد النهضة الكبير على نصيب مصر من النيل حيث أنه لا يبنى للري بل كقوة كهرومائية. قد تفقد المياه من التبخر لكن مصر والسودان سوف يستفيدان من السد بسبب الرسوبيات المحبوسة التي كانت ستؤدي إلى التدهور في طول مجرى حياة الخزانات الرئيسية في كلا البلدين. حاولت مصر الحصول على دعم لوقف بناء السد. اعتبارا من 25 أبريل 2014 أكملت إثيوبيا 32 ٪ من سد النهضة الكبير.

#### نظرة عامة على العلاقات المائية بين السودان ومصر
أتاحت اتفاقية عام 1929 بين مصر والسودان لمصر مزيدًا من السيطرة على مجرى النهر بأكمله. ومع ذلك عندما نالت السودان استقلالها في عام 1956 كان هناك طلب على مراجعة الاتفاقية وقد سمح اتفاق عام 1959 ب 55.5 مليار متر مكعب من المياه للذهاب إلى مصر و 18.5 مليار مكعب إلى السودان. يوجد في السودان أرض خصبة حيث يمكن أن تكون الري الموسع فرصة استثمارية مربحة. وقد حاول السودان زيادة إمدادات المياه عن طريق تجفيف الأراضي الرطبة في الجنوب حيث واجه السودان مشروعًا فاشلاً في قناة جونقلي في عام 1984.

#### التوتر مع المملكة العربية السعودية
سعت مصر للحصول على مساعدة سعودية لوقف بناء سد النهضة. حاليا تستثمر المملكة العربية السعودية في مشاريع التنمية الاقتصادية ومقرها في إثيوبيا. قدمت المملكة العربية السعودية والإمارات العربية المتحدة حزم مساعدات مالية حوالي 10.7 مليار دولار للحكومة المصرية بعد سقوط الإخوان المسلمين. أهمية علاقة مصر والعربية السعودية يمكن أن تكون مفيدة لأهداف مصر في وقف بناء السد أو إثبات خلاف ذلك.

## سياسة مصر المائية

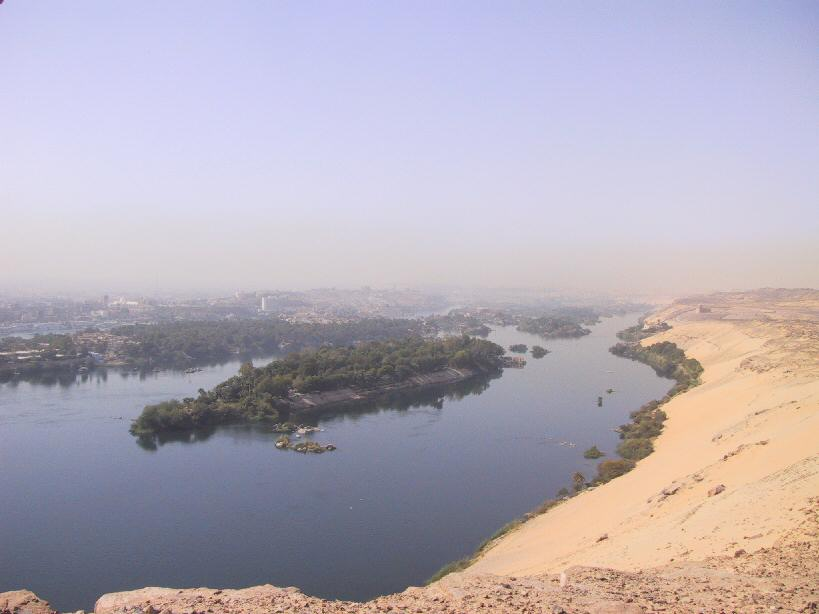
يمر نهر النيل عبر 9 دول قبل أن يصل إلى السهول الفيضية لمصر.

مصر جزء من حوض النيل إلى جانب السودان وإثيوبيا وأوغندا وكينيا وتنزانيا وبوروندي ورواندا وجمهورية الكونغو الديمقراطية. كان تخصيص السلطة على استخدام النيل مصدرا للصراع منذ سنوات. النيل هو رمز القومية المصرية التي أدت إلى معارضة قوية من الدول المجاورة. نهر النيل يوفر الري والطاقة الكهرومائية والتصنيع لمصر. تزعم مصر دعمها وتأكيدها على أهمية مشاريع المياه والزراعة من أجل الحفاظ على بيئتها والسماح للنيل بتطوير وفرة الموارد. هددت مصر في وقت من الأوقات بالذهاب إلى الحرب بسبب نزاع المياه ضد إثيوبيا وتنزانيا في الماضي.
فيما يتعلق بصراعات المياه الحالية في مصر فإن قضية المياه الحالية والمثيرة للجدل هي موقف مصر الحالي ضد بناء سد النهضة الإثيوبي الكبير. السد الذي اقترحته إثيوبيا هو سد ذو جاذبية هندسية على النيل الأزرق سيكون أحد أكبر مشاريع المياه بالقرب من المنطقة. القضية إذن بالنسبة لمصر من بين دول حوض النيل هو ما إذا كان هذا المشروع سيقلل من تدفق المياه في نهر النيل. تعد مبادرة حوض النيل والمجتمع المدني في مصر والعلاقات الخارجية من بين المساهمين الرئيسيين في الإطار التاريخي والاجتماعي لمخاوف السياسة المائية والبيئة في مصر.

### الإطار السياسي المائي المصري
- مبادرة حوض النيل

هي مبادرة تضم دول حوض النيل التي تشترك في النهر من أجل تقاسم المنافع الاجتماعية والاقتصادية للنيل وتعزيز السلام والأمن الإقليميين.
- المجتمع المدني للبيئة

ينشط المصريون في حقوق الأراضى وإصلاح الأراضي. كان إلغاء سياسات الإصلاح الزراعي في عهد ناصر في عام 1997 ومركز الأرض لحقوق الإنسان من بين التغييرات التي طرأت على النشاط السياسي البيئي المصري.
- العلاقات الخارجية البيئية في مصر

كان لمصر دور مهم تلعبه في التوسط في صراعات الدول العربية ودول شرق إفريقيا. مصر كانت وسيط في حل النزاعات بين الدول العربية. العلاقات بين السودان ومصر ضعيفة. حالياً يوجد نزاع إقليمي مع السودان حول مثلث حلايب. ومع ذلك فإن كلا البلدين يتفقان مع قضية الوصول إلى المياه وحقوق المياه.

## مشروعات الموارد المائية في مصر في أعالي النيل
عند النظر إلى مشاركة مصر في مشروعات المياه التي تعزز النمو الاقتصادي والزراعي في المنطقة وخارجها من الضروري رؤية التأثير الذي كانت مصر تمتلكه في بلدها ومشاركتها في العلاقات الخارجية. هذه بعض المشروعات التي حاولت مصر استغلال النيل والأنهار المجاورة لها.
ميثاق التكامل بين مصر والسودان:
- تم تشييد مشروع قناة جونقلي في بحر الجبل ومنطقة بحر الزراف لمنع إهدار المياه حوالي 15 مليار متر مكعب بسبب التبخر في مناطق المستنقعات.[56]
- تم إنشاء مشروع مشار في المستنقعات لجمع المياه المفقودة من مستنقعات مشار ونهر السوباط.
- تم بناء مشروع شمال بحرالغزال لمكافحة فقدان المياه بسبب التبخر المكثف. تم بناء المشروع من خلال حفر قناة من أجل تجميع وتوجيه المياه من الجزء الشمالي من بحر الغزال مع النيل الأبيض.
- تم بناء مشروع جنوب بحر الغزال بحيث تتدفق مياه النهر من بحر الغزال شرقا باتجاه بحر الجبل.

### مشاريع مصرية إضافية
جنبا إلى جنب مع المشاريع التي تم إجراؤها بين السودان ومصر نظرت مصر الي مشاريع تخزين المياه في البحيرات الاستوائية: بحيرة فيكتوريا وبحيرة كيوغا وبحيرة ألبرت. تشارك مصر مع أثيوبيا وأوغندا في بعض المشاريع وإنشاء محطات توليد الطاقة. قامت مصر بتمويل العديد من المساهمات في الحفاظ على المياه: تقييم الموارد المائية المتاحة وتغير المناخ والجفاف ونوعية مياه الحوض وتخطيط المياه. شيدت مصر على مدار تاريخها عدة مشاريع أخرى هي: ترعة المحمودية وقناة السويس وسد أسوان وتوشكي (المعروف باسم مشروع الوادي الجديد). تم بناء سد أسوان كمصدر رئيسي لمصر لتوليد الطاقة الكهربائية.
صمم مشروع الوادي الجديد كوادي النيل الثاني الواقع جنوب الصحراء الغربية لمصر. مشروع شرق العوينات هو مشروع تطوير آخر في وادي مصر الجنوبي الذي يتم ريه عن طريق خزان مياه جوفية قريب. الغرض من مشروع شرق العوينات هو تصدير المحاصيل العضوية من أجل التجارة منها: الأعشاب الطبية والفواكه والحبوب المختلفة. مشروع ترعة السلام هو مشروع تنموي آخر له تأثير كبير على المناطق المزروعة المحيطة بالمشروع مع مياه نهر النيل ومياه الصرف الزراعي. يقع مشروع ميناء العين السخنة الجديد بالقرب من خليج السويس وهو عبارة عن قناة بطول 4 كم تربط بين ممر قناة السويس وميناء العين السخنة الجديد الذي يحتوي على 4 أحواض تستوعب السفن وقد ساهمت هذه المشاريع في هندسة المياه وحفظها وتوزيعها في مصر والمناطق المحيطة بها.

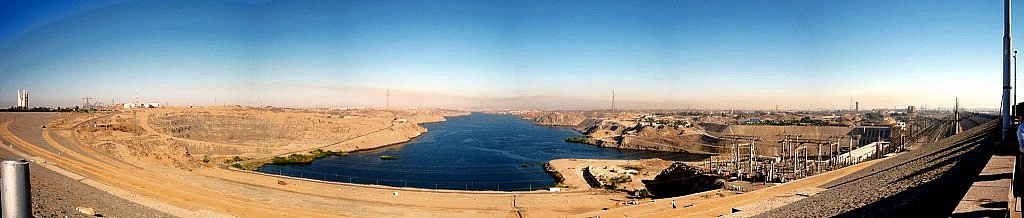
سد أسوان (السد العالي).

## أهمية الموارد المائية لمصر

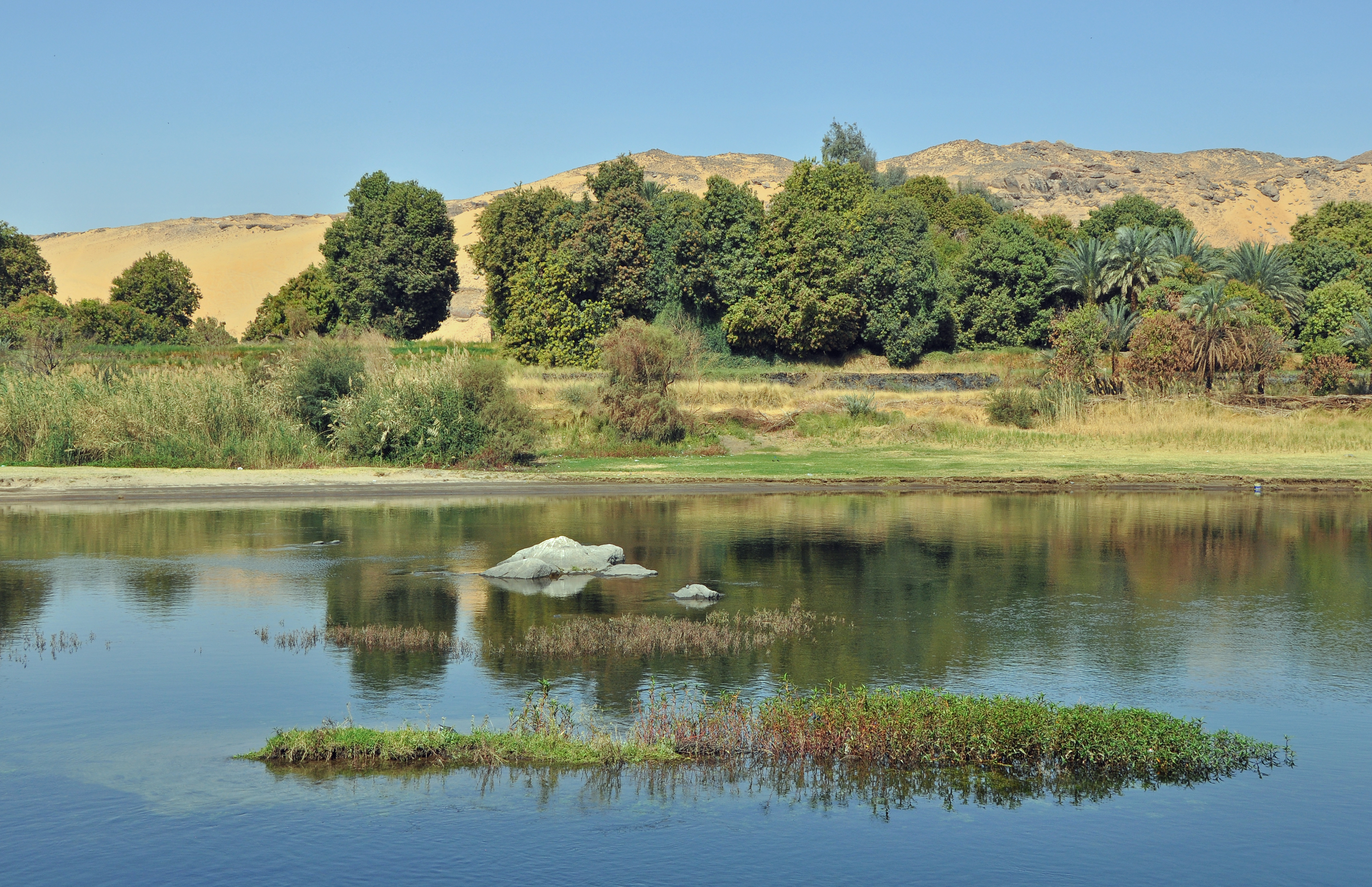
نهر النيل وأسوان.

سمح نهر النيل بتجميع الموارد الطبيعية ويؤثر هذا على المصريين من خلال الأراضي الزراعية وأنظمة الري. بالإضافة إلى ذلك فإن مصر لديها عدد سكان متزايد وموارد محدودة. على الرغم من أن دول مثل أوروبا الغربية واليابان وأميركا الشمالية لديها مطالب أعلى على الموارد العالمية. ونتيجة لذلك يمتلك المصريون أرضًا أقل للزراعة ومع ذلك ينتجون محاصيل أكثر للشخص الواحد من تايلاند أو الفلبين. تعتبر إدارة النيل مهمة للنمو الاقتصادي في مصر.
يتحرك النمو الاقتصادي من خلال سوق صعبة حي يواجه صعوبة في قياس الاستيراد والتصدير لرأس المال من خلال التجارة الخارجية فحسب بل داخل حدود مصر. لقد أثر المجلس الأعلى للقوات المسلحة على المصريين خلال سنوات الثورة في مصر. بدءا من الثورة المصرية لعام 2011 ازدادت القضايا البيئية من قبل مجموعة من الشركات التي اتخذت مجموعة متنوعة من الأعمال المباشرة في المجال العام.
كان هناك احتجاج اجتماعي مكثف في مصر وزيادة الطلب على الوصول إلى الموارد مثل الأراضي الزراعية. في الوقت الحاضر يرتبط عدم اليقين بين مصر ومشروع إثيوبيا بمصالح اقتصادية لأن الأراضي الزراعية ستتأثر عندما يرتفع نقص الموارد الطبيعية. تعتمد مصر على الأراضي المزروعة بالفاكهة الموجودة في جميع أنحاء النيل، وقد عززت الزراعة في مصر لأكثر من 5000 عام. تستمد مياه مصر العذبة أساسًا من المياه الجوفية. المياه الجوفية تنتج 95٪ من احتياجات الأراضي الصحراوية المصرية. تعتمد مصر أيضًا على مياه الأمطار ولكنها مصدر نادر ومحدود للتنمية الزراعية. بالإضافة إلى ذلك ترفض مصر مياه الصرف الزراعي بالارتباط بمياه النيل لأغراض الري.
أهمية السدود للمصريين كبيرة حيث ساهم السد العالي في منع الفيضان السنوي لنهر النيل وسمح بزراعة قصب السكر الممتد وإن كانت قد قلت مساحة القمح المزروعة. وقدمت فيضانات النيل عملاً لصناعة الطوب وبناء المنازل. أصبح الطين أقل اتاحة من السد العالي. حيث كان يسمح فيضان النيل بنقل 124 مليون طن من الرواسب إلى البحر كل عام وبعد إنشاء السد وقع 98٪ من تلك الرواسب تحت السد.
من الناحية البيئية ساهم سد أسوان في العديد من القضايا للمصريين. ازداد توسع المناطق الصحراوية منذ بناء السد العالي في أسوان عام 1970 وازدادت ملوحة التربة مما أتاح ظهور الأمراض المنقولة بالماء. في عام 199 تضررت 28 ٪ من تربة مصر بمستويات ملحوظة من الملوحة. وقد ساهمت أهمية الموارد المائية للمصريين في إنشاء وكالات مثل وزارة الدولة المصرية لشئون البيئة التي تعزز وتحمي الموارد الطبيعية في مصر.

## روابط خارجية
- التلوث مصر
- تلوث المياه في مصر وصلت إلى مرحلة معقدة. اخبار مصر.
- العيش مع التلوث في مصر (وثيقة عن التلوث في مصر تنشر في الجامعة الأمريكية في القاهرة من قبل نيكولاس س. هوبكنز وسوهير ر. مهنا.) SpringerLink
- مبادرة حوض النيل
- وزارة الدولة المصرية لشئون البيئة
- ساليني امبريجيلو
- مؤسسة النهر الدولي
- على الفشل الكبير توشكا نيو فالي